# 纳比尔河
纳比尔河（俄语：Река Набиль），清时称弩烈河，是萨哈林州诺格利基区的河流，源起纳比尔山脉，长101公里，流域面积1010平方公里，注入纳比尔湾。银鲑在河中产卵，河口处形成三角州，名称来源于尼夫赫语的“多兽处”。

## 引用
1. ↑  谭其骧. . 中国地图出版社. 1982-1987.
2. ↑  М·Г·瓦西科夫斯基. . 列宁格勒: 气象出版社. 1973 （俄语）.
3. ↑  . 国家水登记处.   [2024-01-02]. （原始内容存档于2024-01-02） （俄语）.